# Acceptador (semiconductors)

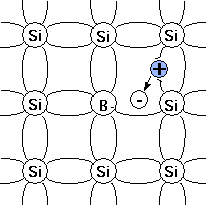
Àtom de bor actuant com a acceptador a la xarxa de silici 2D simplificada.

En física de semiconductors, un acceptador és un àtom dopant que quan es substitueix en una xarxa de semiconductors forma una regió de tipus p.
Quan el silici (Si), que té quatre electrons de valència, es dopa amb elements del grup III de la taula periòdica, com el bor (B) i l'alumini (Al), ambdós amb tres electrons de valència, es forma un semiconductor de tipus p. Aquests elements dopants representen impureses trivalents. Altres dopants trivalents inclouen indi (In) i gal·li (Ga).
Quan es substitueix un àtom de silici a la xarxa cristal·lina, els tres electrons de valència del bor formen enllaços covalents amb tres dels veïns de Si però l'enllaç amb el quart roman insatisfet. L'acceptor inicialment electroneutre es carrega negativament (ionitzat). L'enllaç insatisfet atrau electrons dels enllaços veïns. A temperatura ambient, un electró d'un enllaç veí pot saltar per reparar l'enllaç insatisfet deixant així un forat d'electrons, que és un lloc on un electró és deficient. El forat, en estar carregat positivament, atreu un altre electró d'un enllaç veí per reparar aquest enllaç insatisfet. Aquest procés semblant a una cadena fa que el forat es mogui al voltant del cristall com a portador de càrrega. Aquest procés es pot sostenir en un corrent elèctric útil en circuits electrònics.